# 小槻淳方
小槻 淳方（おづき の あつかた、建仁2年〈1202年〉 - 建長4年9月16日〈1252年10月20日〉）は、鎌倉時代の廷臣。初名は惟任。右大史・小槻通時の子。官位は正五位上・左大史。

## 経歴
貞応元年（1222年）後高倉院の上北面に出仕する。貞応2年（1223年）祖父の左大史・小槻国宗が没するが、惟任は若年であったことから大夫史の地位は大宮流の小槻季継が継承する。ここで、惟任は後高倉院に対して大夫史の相続を願い出るが、相続は叶わなかった。さらに、寛喜2年（1230年）にも父・国宗の譲りと小槻氏八代の相伝を理由に大夫史への就任を北白河院（後高倉院妃）に対して訴え出ている。またこの頃、賀茂社に参詣して大夫史になるとの神託を受け、公平な沙汰を行うことを学ぶために鴨祐継に師事したとされる。一方で、大夫史の重要な役割である先例勘申について、大夫史・小槻季継だけでなく、弁官局に籍がない惟任に対しても問う例が散見されている。
のち惟任から敦方に改名し、寛元2年（1244年）小槻季継が没すると、左大史に任ぜられ大夫史の地位を継ぐ。その後、卒去までの10年弱に亘って大夫史を務め、寛元4年（1246年）正五位上に至るとともに、記録所奉行や修理東大寺大仏長官を兼ねたほか、備前権介を兼国した。
建長4年（1252年）9月16日卒去。享年51。大夫史の地位は弟の有家が継いだ。

## 惟任と淳方の関係
貞応2年（1223年）に提出された「小槻惟任申状案」では惟任は国宗を「父」と称しており、寛喜年間（1229年～1232年）までは壬生流の長としての活動が見られる。しかし、『壬生家譜』や諸系図等の史料には惟任に該当する人物は存在しない。一方の淳方は国宗の孫にあたり、国宗の子息である通時が早世したことから子として跡を継いだとされる。この両者については、以下理由により同一人物と想定される。
- 両者の生年・経歴が類似している一方で、このような叔父・甥の関係であれば二人の間で家督争いが生じるはずだがそのような痕跡は見られない。
  - 生年について、惟任が建仁元年（1201年）前後[2]、淳方が建仁2年（1202年）[7]と極めて近い。
  - 両者ともに、壬生流の嫡流が相伝する主殿頭を務めている[8][9]。
- 淳方の活動については寛喜3年（1230年）を遡ることが確認できない一方で[10]、この時期には惟任が壬生流の代表として先例勘申・史生の統轄あるいは大夫史相続の訴えなどに、活動している様子が見られる。
- 文永10年（1272年）の壬生流・大宮流相論において、惟任が父の譲りを得て官務に譲補されるはずだった貞応年間の相論の主体を淳方と記している[11]。

## 官歴
- 安貞元年（1227年） 日付不詳：見主殿頭[8]
- 時期不詳：正五位下。惟任から敦方に改名
- 寛元2年（1244年） 10月4日：左大史[12][13]。11月7日：装束使、文殿別当[14]
- 寛元3年（1245年） 正月13日：兼備前権介[12]。5月9日：見東大寺大仏長官兼主殿頭[15]
- 寛元4年（1246年） 正月18日：正五位上（春日行幸行事賞）[16]。4月19日：摂政一条実経文殿衆[16]
- 時期不詳：記録所奉行
- 建長2年（1250年） 4月2日：造閑院行事[17]
- 建長3年（1251年） 4月3日：兼修理左宮城判官[18]
- 時期不詳：院昇殿[19]
- 建長4年（1252年） 9月16日：卒去[13]

## 系譜
『系図纂要』による。
- 父：小槻通時
- 母：後高倉院丹後局
- 妻：不詳
  - 男子：小槻維清
- 養子女
  - 男子：小槻有家（?-1280） - 実は淳方の弟[7]

## 関連文献
- 永井晋『官史補任』続群書類従完成会、1998年。ISBN 4797106581。 NCID BA35189676。全国書誌番号:98090066。